# Le Fevere de Ten Hove
Le Fevere de Ten Hove is een familie van Belgische adel.

## Geschiedenis
In 1752 verleende keizerin Maria-Theresia erfelijke adel aan Barbe-Norbertina Odemaer (Oudenaarde, 24 juni 1685 - aldaar, 31 januari 1768), retroactief op haar overleden echtgenoot, Louis-Ignace Le Fevere (Oudenaarde, 20 september 1673 - aldaar, 15 februari 1738), schepen van Oudenaarde (1711-1725), heer van Ten Hove, Ter Beke, Forrest, Cleenbeque, Ter Bempt, enz. 

## Genealogie
- Louis-Henri Le Fevere (Sint-Niklaas, 7 augustus 1758 - Gent, 28 januari 1834), heer van Ten Hove, Terbeke, Terbempt, Forrest, Vrijssel, Maneghem, Hoogecamere, schepen van Gent, trouwde met Marie-Joséphine du Bois gezegd van den Bossche (Gent, 4 april 1774 - Gent, 13 februari 1854). Hij was een kleinzoon van bovengenoemde Louis-Ignace.
  - Louis Charles Ghislain Marie Joseph Le Fevere de Ten Hove (Barmen, 31 augustus 1794 - Gent, 28 maart 1885), trouwde in 1835 in Gent met Clémence Coolman (1807-1837) en in 1842 in Gent met Marie-Anne de Potter (1824-1908). Uit het tweede huwelijk sproten zes kinderen, met afstammelingen tot heden. In 1858 verkreeg hij erkenning van erfelijke adel en in 1885 kreeg hij vergunning Ten Hove aan de familienaam toe te voegen.
    - Léon Le Fevere de Ten Hove (1845-1911), trouwde in 1873 in Doornik met Marie de Cambry de Baudimont (1844-1889). Ze kregen vier zoons en drie dochters.
      - Joseph Le Fevere de Ten Hove (1874-1945), vrederechter in Nevele, schatbewaarder van de kerkfabriek van Sint-Mauritius in Nevele. Hij trouwde in 1906 in Zomergem met Germaine Kervyn de Meerendré (1877-1968), dochter van Adalbert Kervyn de Meerendré, vrederechter in Zomergem. Ze kregen acht zoons en drie dochters, met afstammelingen tot heden.

  - Marie-Colette Le Fevere de Ten Hove (1797-1832), trouwde in 1821 in Gent met Ferdinand d'Hoop (1798-1866), doctor in de rechten, advocaat, inspecteur van de administratie van registratie en domeinen in Gent en Dendermonde, senator. Ze kregen vijf zoons en drie dochters, met afstammelingen tot heden.
  - Ferdinand Marie Joseph Ghislain Le Fevere (Gent, 6 oktober 1798 - 11 april 1880), trouwde in 1830 in Gent met Eulalie d'Hoop (1801-1841), zus van Ferdinand d'Hoop. Ze kregen vier kinderen. Hij werd in 1858 erkend in de erfelijke adel.
    - Irénée Le Fevere de Ten Hove (1837-1912), trouwde in 1863 in Gentbrugge met Evelyna de Meester de Ravestein (1842-1865) en in 1868 in Doornik met Odile de Cambry de Baudimont (1845-1916). Er sproot een zoon uit het eerste huwelijk en negen kinderen uit het tweede, met afstammelingen tot heden. Hij kreeg in 1885 vergunning om Ten Hove aan de familienaam toe te voegen en in 1890 kreeg hij de titel ridder, overdraagbaar bij eerstgeboorte.